# Championnat du Paraguay de football 1935
Navigation
Édition précédente Édition suivante
La 25e édition du championnat du Paraguay de football est remportée par le Club Cerro Porteño. C’est le cinquième titre de champion du club. Cerro Porteño l’emporte avec quatre points d’avance sur Club Sol de América. Club Libertad complète le podium.
Ce championnat est considéré comme le premier championnat de l’ère professionnelle au Paraguay. Il rassemble 10 clubs car après la longue interruption due à la guerre du Chaco entre le Paraguay et la Bolivie, la nouvelle Ligue paraguayenne a décidé d’exclure les clubs dont le stade ne se trouve pas directement dans l’agglomération d’Asuncion. Ainsi Club Sportivo Luqueño, Presidente Alvear, Universo et General Caballero quittent le championnat. C.A.L.T. avait été lui aussi exclu, mais comme il possédait un stade flambant neuf et que ses dirigeants étaient particulièrement influents, le club réussit à sauver sa place en première division.
Le championnat ne s’est pas déroulé en totalité : seuls les matchs aller ont été disputés soit neuf matchs pour chaque équipe. Une poignée de résultats seulement est connue. Le classement général est incomplet, seules les données du champion ont été conservées.

## Les clubs de l'édition 1935
| \| Asuncion: · Olimpia · Nacional · Sol de América · Guaraní · Cerro Porteño · River Plate · Atlántida · P.Hayes · C.A.L.T. Asuncion \| Localisation des clubs engagés dans le championnat. |
| Asuncion: · Olimpia · Nacional · Sol de América · Guaraní · Cerro Porteño · River Plate · Atlántida · P.Hayes · C.A.L.T. Asuncion                                                           |

| Club                  | Stade | Capacité | Ville                   |
| --------------------- | ----- | -------- | ----------------------- |
| Atlántida Sport Club  | -     | -        | Barrio Obrero, Asuncion |
| C.A.L.T.              | -     | -        | Asuncion?               |
| Club Cerro Porteño    | -     | -        | Barrio Obrero, Asuncion |
| Club Guaraní          | -     | -        | Dos Bocas, Asuncion     |
| Club Libertad         | -     | -        | Tuyucuá, Asuncion       |
| Club Nacional         | -     | -        | Barrio Obrero, Asuncion |
| Club Olimpia          | -     | -        | Mcal. López, Asuncion   |
| Club Presidente Hayes | -     | -        | Tacumbú, Asuncion       |
| Club River Plate      | -     | -        | Asuncion                |
| Club Sol de América   | -     | -        | Barrio Obrero, Asuncion |

## Compétition

### Classement
| Rang | Équipe                | Pts | J | G | N | P | Bp | Bc | Diff |
| ---- | --------------------- | --- | - | - | - | - | -- | -- | ---- |
| 1    | Club Cerro Porteño    | 16  | 9 | 8 | 0 | 1 | .  | .  | 0    |
| 2    | Club Sol de América   | 12  | 9 | . | . | . | .  | .  | 0    |
| 3    | Club Libertad         | 11  | 9 | . | . | . | .  | .  | 0    |
| 4    | Club Olimpia (T)      | 10  | 9 | . | . | . | .  | .  | 0    |
| 5    | Club Nacional         | 9   | 9 | . | . | . | .  | .  | 0    |
| 6    | C.A.L.T.              | 9   | 9 | . | . | . | .  | .  | 0    |
| 7    | Club Guaraní          | 7   | 9 | . | . | . | .  | .  | 0    |
| 8    | Atlántida Sport Club  | 6   | 9 | . | . | . | .  | .  | 0    |
| 9    | Club Presidente Hayes | 5   | 9 | . | . | . | .  | .  | 0    |
| 10   | Club River Plate      | 5   | 9 | . | . | . | .  | .  | 0    |

| Légende : Qualifications et relégations | Légende : Qualifications et relégations |
| --------------------------------------- | --------------------------------------- |
|                                         | Champion du Paraguay                    |
|                                         | Relégation en deuxième division         |
|                                         | (T) : Tenant du titre (P) : Promus      |

## Bilan de la saison
| Championnat du Paraguay de football 1935                             |                               |
| Champion                                                             | Club Cerro Porteño (5e titre) |
| Promotions et relégations                                            |                               |
| Promus en Primera División                                           | Sportivo Luqueño              |
| Relégués en Championnat du Paraguay de football de deuxième division | Aucun                         |

## Statistiques

### Meilleur buteur
1. Pedro Osorio (Cerro Porteño) 16 buts